# Derrima
Derrima là một chi bướm đêm thuộc họ Noctuidae.

## Loài
- Derrima stellata Walker, 1858